# Hanoniscus monodi
Hanoniscus monodi är en kräftdjursart som beskrevs av Bowley 1935. Hanoniscus monodi ingår i släktet Hanoniscus och familjen Oniscidae. Inga underarter finns listade i Catalogue of Life.